# 長野県道380号関崎川中島停車場線
長野県道380号関崎川中島停車場線（ながのけんどう380ごう せきざきかわなかじまていしゃじょうせん）は、長野県長野市を走る一般県道。

## 概要
犀川の南側に並行して長野市内を横断する路線である。国道403号若穂・松代町方面と、信越本線川中島駅を結んでおり、途中、長野県道372号三才大豆島中御所線（東外環状線）・国道18号（篠ノ井バイパス）・長野県道35号長野真田線・長野県道77号長野上田線（旧国道18号）と、多くの幹線道路と交差する。
国道117号との重複区間を含む大塚交差点・中氷鉋交差点間を除けば、ほとんどが1.5車線幅の狭い道路である。大塚交差点手前の国道18号にある道路標識では、本路線の関崎橋方面について「大型車困難」と併記されている。

### 路線データ
- 起点：長野市松代町大室（関崎橋東詰交差点＝国道403号交点）
- 終点：長野市川中島町上氷鉋（信越本線川中島駅）
- 実延長：5.4km

### 主要構造物
- 関崎橋（せきざきばし＝長野市松代町大室 - 真島町真島）
  - 全長：540.0m
  - 幅員：8.3m（うち車道6.0m＝2車線片側歩道）

千曲川に架かる橋梁。それまでの木橋に代わって、1973年（昭和48年）12月1日に永久橋として架けられた。木橋時代の関崎橋は、映画「笛吹川」（木下惠介監督、1960年）で見ることができる。
- 関崎小橋（せきざきこばし＝長野市真島町真島）
  - 全長：17.0m
  - 幅員：9.3m（2車線片側歩道）

関崎橋の西端に続く橋梁。1973年（昭和48年）完成。荒川を越えているが、現在の荒川はこの橋の直前で川沿いの市道の暗渠となっているため、実質的には跨道橋である。

## 重複区間
- 国道117号（大塚交差点・下氷鉋交差点間）

## 交差・接続する道路
- 関崎橋東詰交差点（長野市松代町大室＝起点）
  - 国道403号（谷街道）
- 前渕交差点（長野市真島町真島）
  - 長野県道445号川合川中島線
- 真島北村西交差点（長野市真島町真島）
  - 長野県道372号三才大豆島中御所線（五輪大橋有料道路経由新道）
- 大塚交差点（長野市青木島町大塚）
  - 国道18号（篠ノ井バイパス）
- 下氷鉋交差点（長野市稲里町下氷鉋）
  - 国道117号（更北・古戦場街道）
  - 長野県道35号長野真田線（更北・古戦場街道）
- 中氷鉋交差点（長野市稲里町中氷鉋）
  - 長野県道77号長野上田線
- 川中島駅前（長野市川中島町上氷鉋＝終点）
  - 長野県道381号小松原川中島停車場線・ 長野県道405号川中島停車場線（重複区間）

## 周辺
- 千曲川流域下水道上流処理区終末処理場（アクアパル千曲）
- ホワイトリング
- 長野市真島保健センター
- 長野市役所 更北支所
- 長野日本無線 本社工場
- 川中島駅